# Casa Stefan Zweig

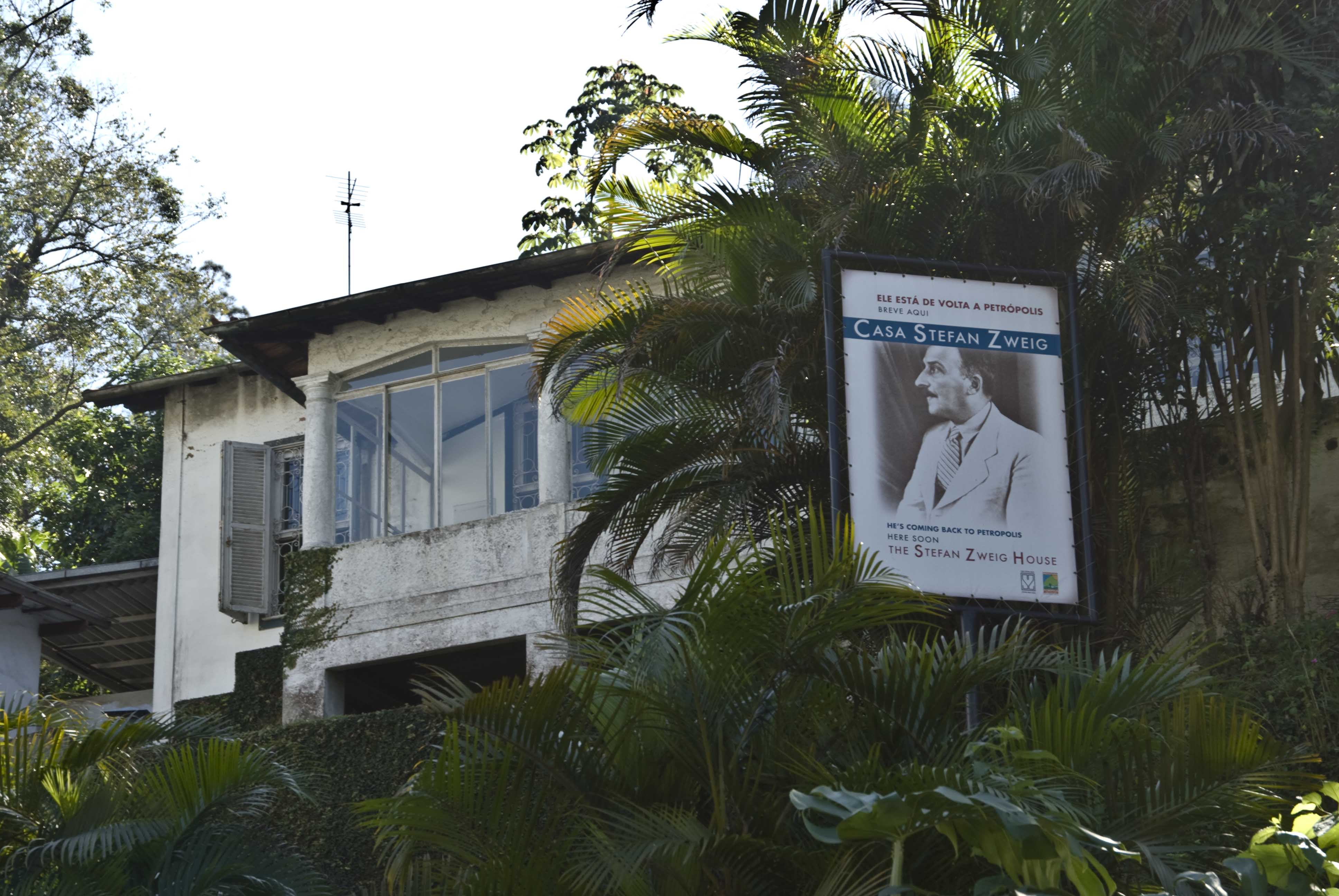
Futuro Museu Casa Stefan Zweig em Petrópolis (Brasil)

A Casa Stefan Zweig é um edifício em Petrópolis, última moradia de Stefan Zweig.
"Pequeno bangalô com sua grande varanda coberta, que é nossa sala de estar", como gostava Zweig de se referir ao edifício, em 2006, foi transformada, por um grupo de amigos e admiradores do autor austríaco, em entidade cultural de direito privado, com o objetivo de criar naquele local um museu em sua memória. Orçado em R$ 1,2 milhão, a obra foi realizada com um suporte simbólico dos governos austríacos e alemão e da Prefeitura de Petrópolis, mas nenhum apoio do governo brasileiro.
O descaso do governo brasileiro com Zweig vem de longe. Em 1943, logo após a sua morte, o cunhado de Zweig ofereceu 560 obras, todas com o original e o manuscrito, além de fotos autografadas do autor com seus célebres amigos, como Freud, Toscanini e Strauss, mas tais obras não geraram interesse do governo brasileiro e a oferta foi ignorada.
A casa onde o escritor Stefan Zweig e sua segunda mulher, Lotte, moraram durante cinco meses até consumarem o seu pacto de morte, em fevereiro de 1942, e na qual Zweig completou sua autobiografia "O mundo que eu vi", escreveu o conto Uma partida de xadrez, retocou algumas obras inacabadas como Clarissa, além de esboçar o "Montaigne", foi comprada pela sociedade Casa Stefan Zweig e foi contratado o arquiteto Miguel Pinto Guimarães para transformá-la num museu com o nome de Museu Casa Stefan Zweig.
O projeto do museu inclui também um "Memorial do Exílio", destinado a divulgar as obras de outros artistas, intelectuais e cientistas que, como Zweig, se refugiaram no Brasil durante no período 1933-1945 e que contribuíram para a cultura, as artes e a ciência do país.
O primeiro presidente da sociedade Casa Stefan Zweig é o jornalista brasileiro Alberto Dines. Por seu trabalho ele recebeu o Austrian Holocaust Memorial Award (AHMA) em 2006.
Desde fevereiro do ano 2008 um austríaco presta o Serviço Austríaco da Memória do Holocausto na Casa Stefan Zweig.

## Acervo
É pequeno o espaço da casa em si, mas o ambiente é bem aproveitado. As paredes estão cheias de pôsteres e elementos audiovisuais interativos. Há um espaço cercado por vidro com alguns objetos que pertenceram a Zweig, como um tabuleiro de xadrez, livros e um cachimbo. No quarto onde o casal se suicidou, é possível ver a máscara mortuária que o autor utilizou para cometer o suicídio e a declaração de despedida traduzida em inglês e português.
Na casa há também uma área dedicada a exposições temporárias e outra com o nome de Canto dos Exilados, que serve para exaltar a vida e obra de artistas e intelectuais que se alocaram no Brasil no período Entre Guerras. Entre os nomes desta seção estão Henry Jolles, Frank Arnau, Paulo Rónai, Anatol Rosenfeld e Herbert Caro.
Na parte externa e na varanda, é possível observar claras referências à obra Novela de Xadrez, com tabuleiros convencionais dispostos no terraço e um em tamanho gigante no espaço do jardim.